# Fischbauchklappe

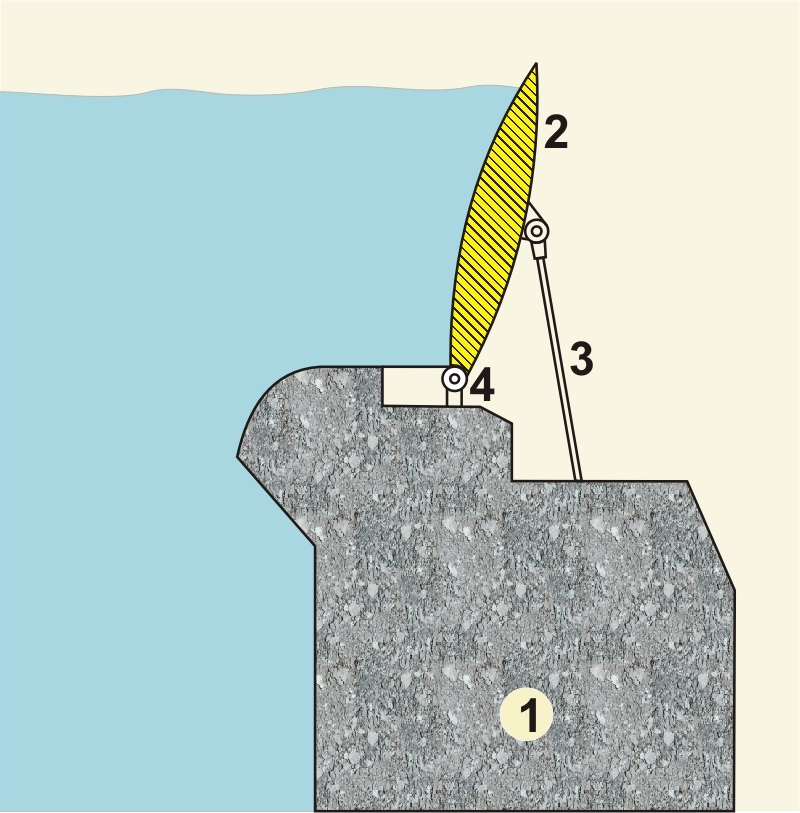
Fischbauchklappe im geschlossenen Zustand.

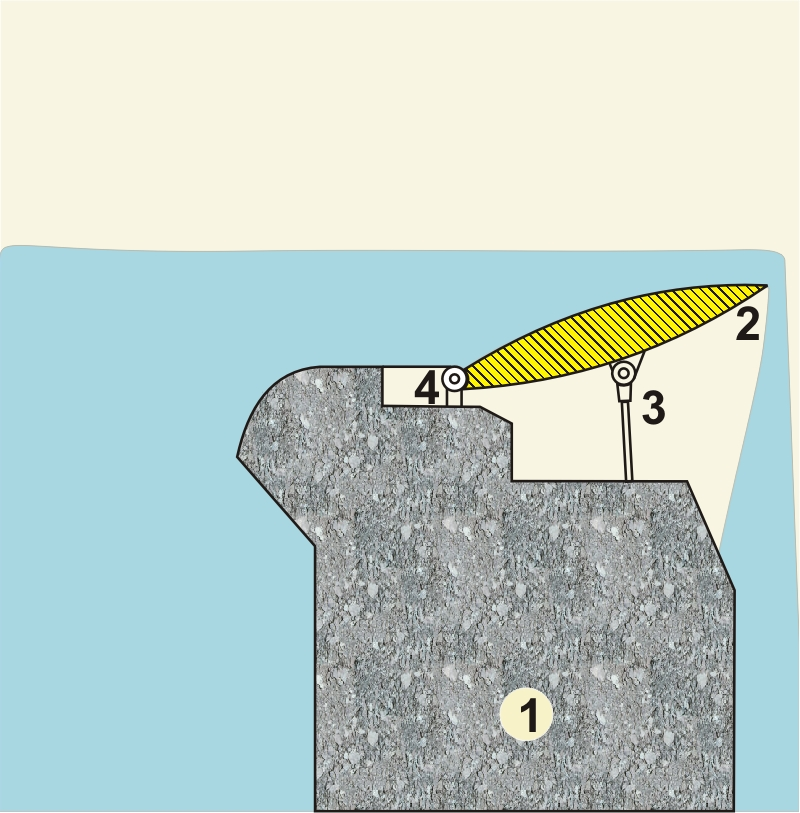
Geöffnete, vom Wasser überströmte Fischbauchklappe.

Fischbauchklappen sind bewegliche Segmente eines Wehres, die häufig scharnierartig auf einer Wehrschwelle gelagert sind. Mit Fischbauchklappen kann der Oberwasserspiegel in Stauanlagen schnell und genau geregelt werden. Sie werden darum teilweise auch auf ein schwieriger zu regulierendes Hauptwehr, wie etwa ein Trommelwehr aufgesetzt.

## Aufbau
Fischbauchklappen wurden erstmals um 1930 eingesetzt. Sie sind eine Weiterentwicklung der früher üblichen Sektorklappen und zeichnen sich durch eine hohe Torsionssteifigkeit bei verringertem Stahlvolumen aus. Im Querschnitt setzen sich Fischbauchklappen aus zwei an der Sekante zusammengesetzten Kreissegmenten zusammen. Ähnlich den Spanten eines Schiffsrumpfs, werden die beiden gewölbten Seitenbleche der Klappe häufig durch eingeschweißte Versteifungsbleche verstärkt.
Durch ihre Torsionssteifigkeit können sie in kleineren Anlagen oft mit einseitigem Antrieb betrieben werden. 

## Funktion
Die nebenstehende Grafik Fischbauchklappe im geschlossenen Zustand zeigt eine, auf einer Wehrschwelle (1) aus Beton montierte Fischbauchklappe (2) mit mittigem, hydraulischem Antrieb (3). Der zugehörige hydraulische Zylinder befindet sich im Körper der Wehrschwelle, geschützt gegen Wasser, Eis und Treibgut. Die Klappe ist in dieser Position geschlossen, das maximale Stauziel kann so erreicht werden.
Durch Einfahren der Kolbenstange, siehe Grafik Fischbauchklappe geöffnet, senkt sich die Klappe um ihren festen Drehpunkt (4) nach unten und kann vom aufgestauten Wasser überströmt werden. Der Wasserstand wird gesenkt und gleicht sich dem neuen Höhenniveau an.

## Schwingungsverhalten

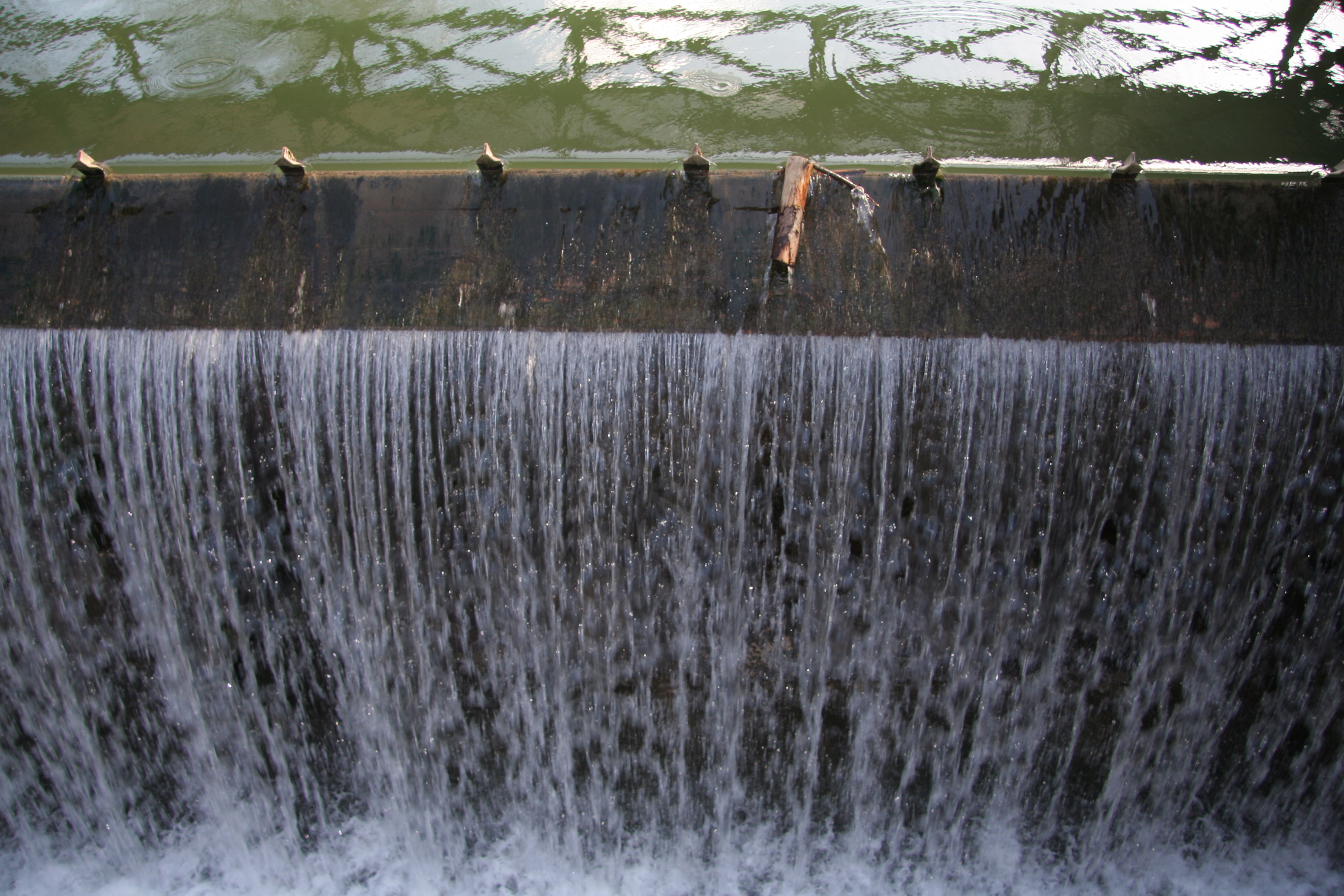
Strahlaufreißer auf einer Überfallkante.

Aufgrund der Klappenform (Krümmung) sind Fischbauchklappen je nach Klappenstellung und Strömung des Überlaufs stark schwingungsanfällig. Dieses Verhalten muss bei der Formgebung der Klappe ähnlich dem Brückenbau berücksichtigt werden. In größeren Anlagen werden die Klappen zusätzlich unterseitig belüftet, um Wirbelbildung zu vermeiden. Eine andere Maßnahme zur Verminderung unerwünschter Schwingungen besteht darin, Strahlstörer oder Strahlaufreißer auf die Überfallkante aufzusetzen, um das herabfallende Wasserband aufzureißen.

## Bilder

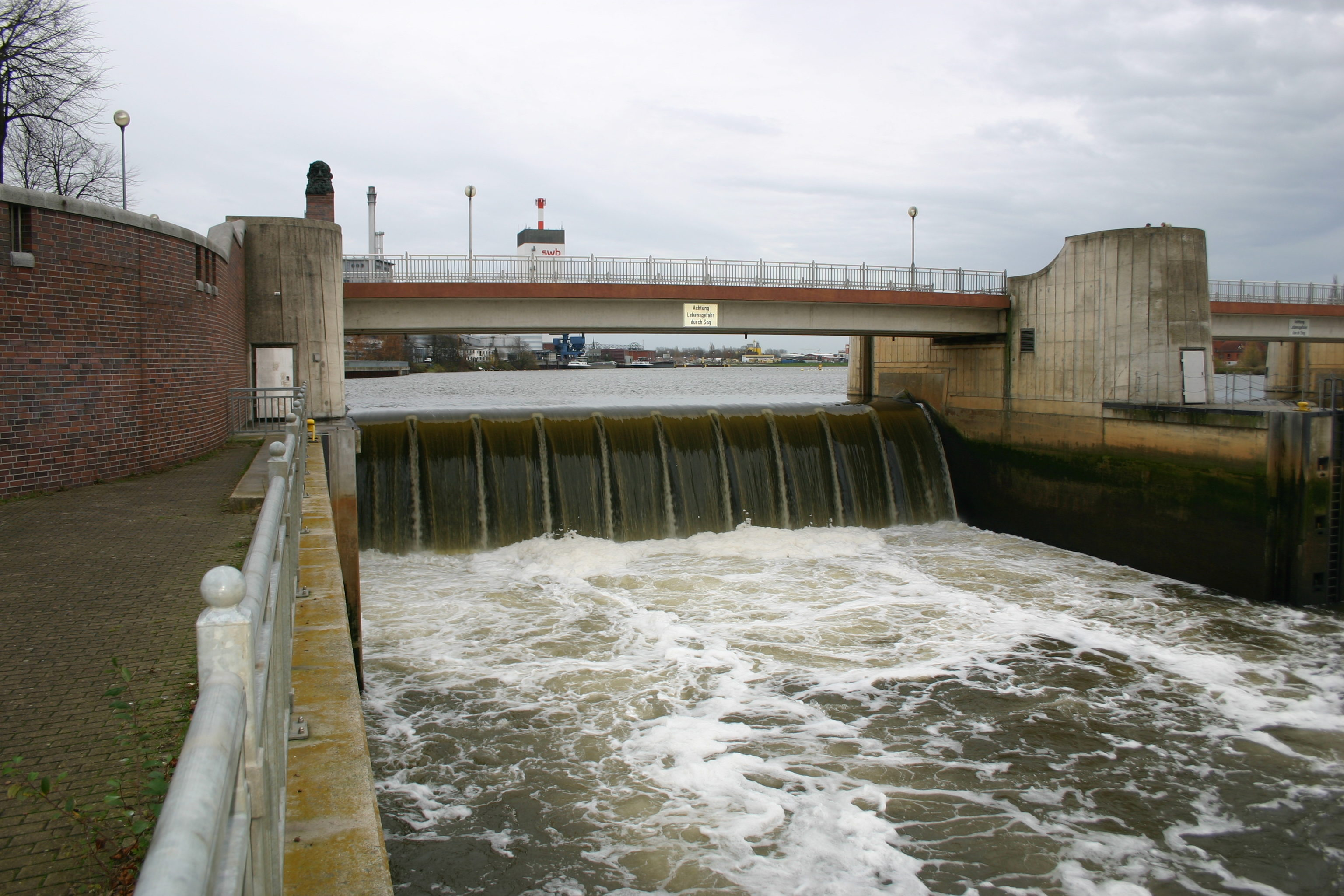
Geöffnete Fischbauchklappe am Weserwehr in Bremen
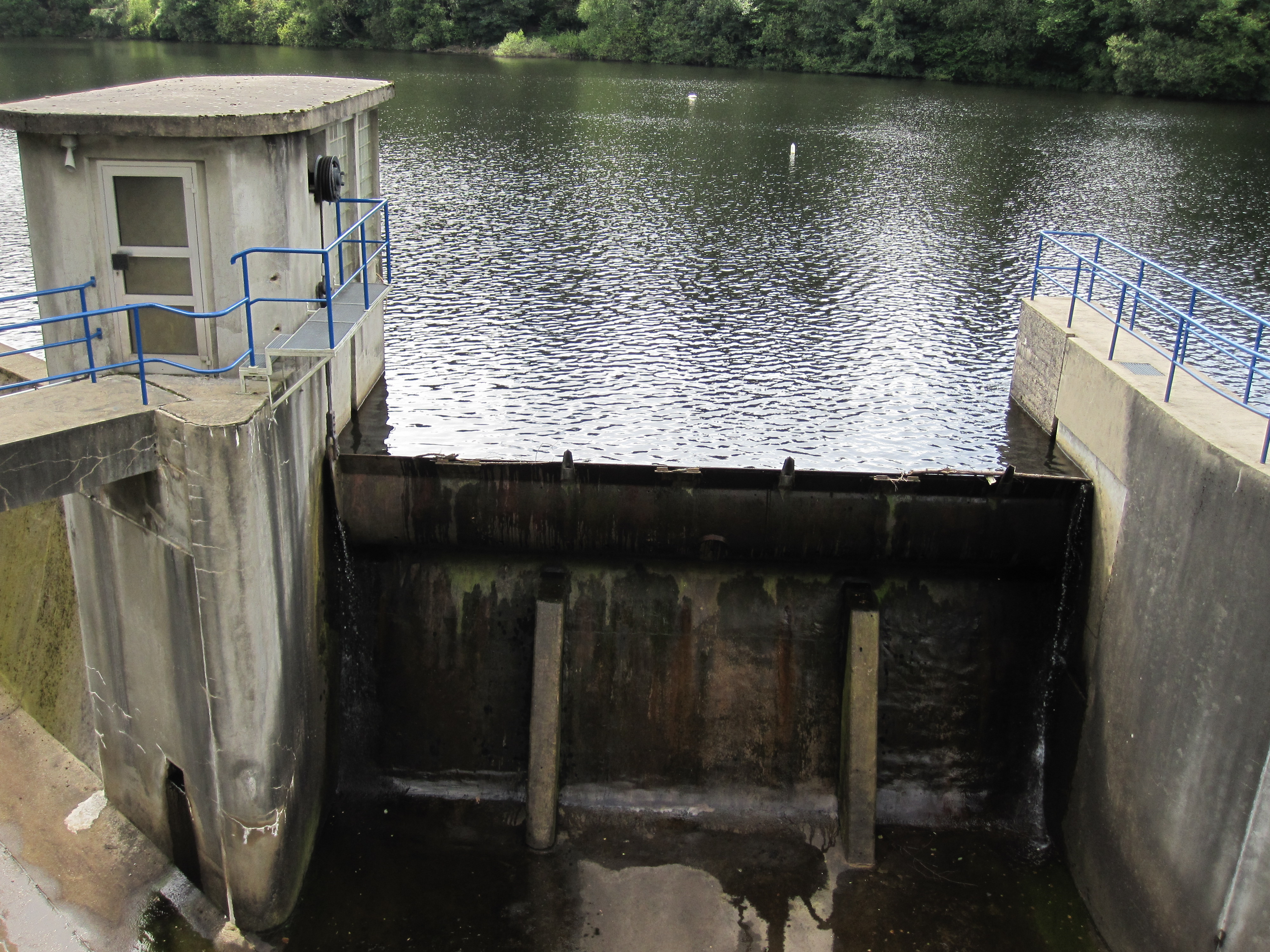
Fischbauchklappe an der Perlenbachtalsperre
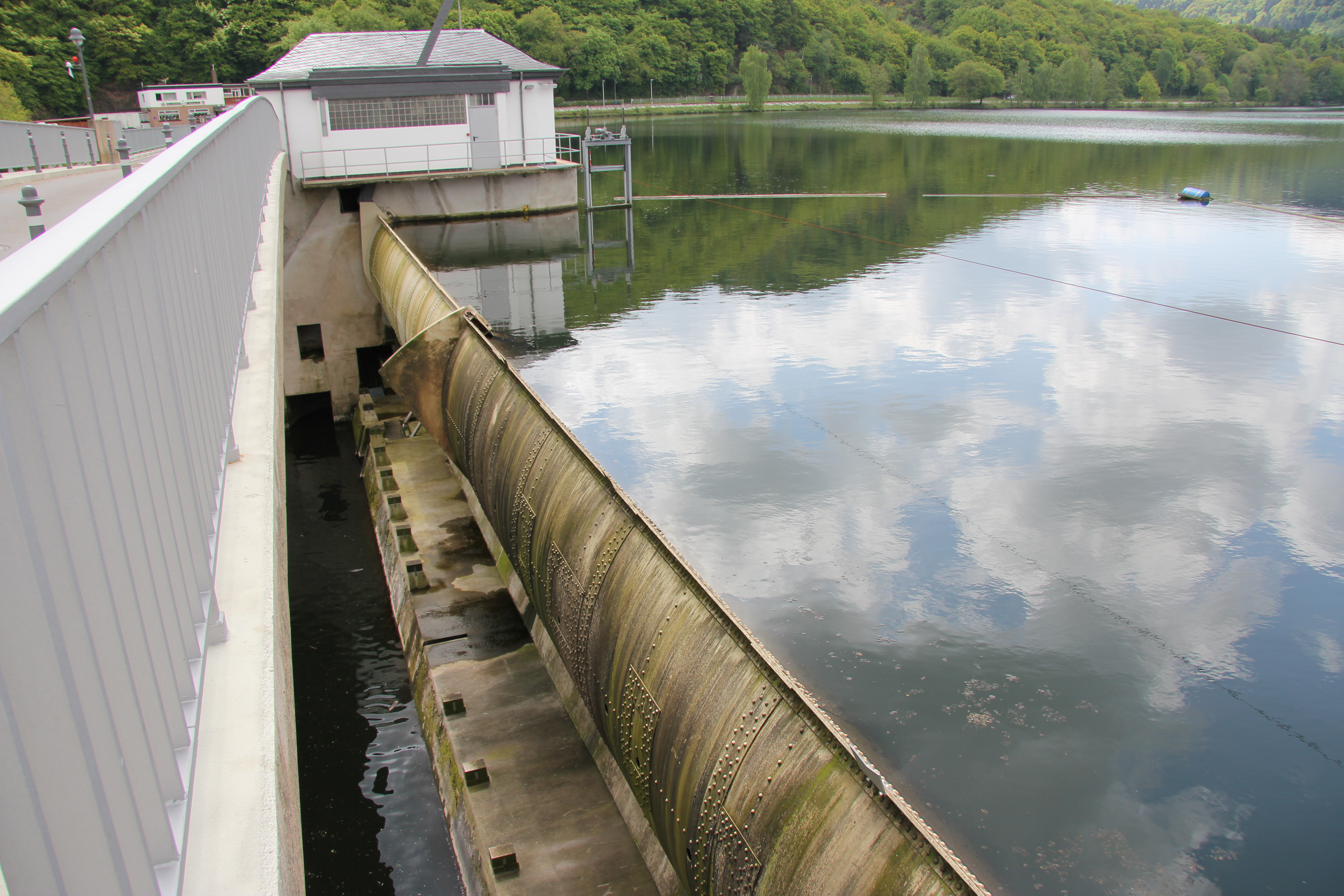
Fischbauchklappe am Stausee Obermaubach
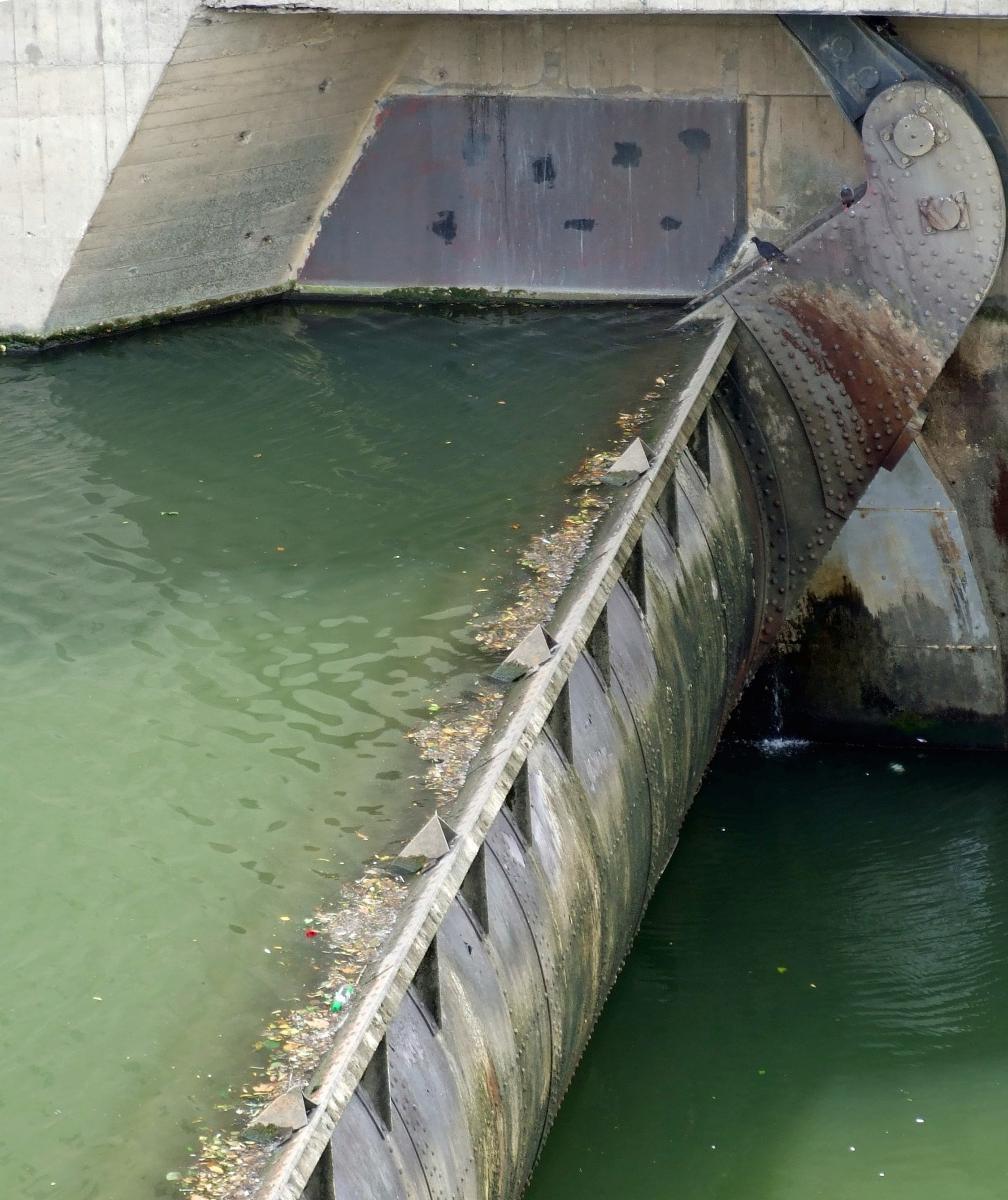
Über Hebelarm und Treibstange von oben angesteuerte Fischbauchklappe an der Offenbacher Staustufe